# 劉志明
劉志明蒙席（1938年—2024年），劉志明是一位天主教神職人員、音樂學者、作曲家及音樂教育家。他是天主教台北總教區蒙席，早年立志將一生奉獻於天主教事業，並在教會的支持下赴歐洲深造，成為教會法律與聖樂的傑出學者。

## 求學
劉志明於1938年5月18日出生於中國廣東省廣州市，並於1950年隨家人前往香港。青年時期，他便立下奉獻於天主的志向。1967年，他前往澳門聖若瑟修院完成哲學和神學的學業，隨後於1973年在羅馬宗座傳信大學獲得教會法律博士學位。1970年代中期，他再赴羅馬宗座聖樂學院進修，取得了音樂碩士與額我略聖樂碩士雙學位，並獲得「大師」（Maestro）榮譽，成為天主教聖樂的重要推廣者與教育者。

## 教學
1994年，劉蒙席在天主教輔仁大學開始任教，並於2014年升任副校長，為宗教與音樂教育的發展貢獻心力。他於1994年被若望保祿二世授予天主教的尊榮頭銜「蒙席」，成為華人天主教會聖樂領域的代表性人物之一。

## 著作與創作
劉蒙席的學術著作豐富，尤其是在基督宗教音樂研究、西洋音樂史和音樂理論方面成就卓著，主要著作包括《額我略歌曲簡史》、《西洋音樂史與風格》及《對位法》，總計撰述超過百萬字，對音樂教育影響深遠。他的音樂作品風格遵循天主教儀式音樂傳統，廣受台北和香港教區信徒喜愛，並在全球華人教會中流傳。

## 辭世
2024年，劉蒙席辭世，享年87歲。天主教台北總教區與輔仁大學在輔仁大學淨心堂為他舉行了殯葬彌撒，並將他安葬於大直天主教墓園。